# التهاب الدماغ والنخاع الشوكي المناعي الذاتي التجريبي
التهاب الدماغ والنخاع الشوكي المناعي الذاتي التجريبي، ويسمى أيضًا التهاب الدماغ والنخاع الشوكي التحسسي التجريبي هو نموذج حيواني لالتهاب الدماغ. وهو مرض التهابي مزيل للميالين في الجهاز العصبي المركزي. تستخدم القوارض لهذه الغاية في معظم الأحيان ودرس المرض على نطاق واسع باعتباره نموذجًا حيوانيًا للأمراض المزيلة للميالين في الجهاز العصبي المركزي عند الإنسان، من تلك الأمراض التصلب المتعدد والتهاب الدماغ والنخاع الشوكي المنتشر الحاد. التهاب الدماغ والنخاع الشوكي المناعي الذاتي التجريبي هو نموذج أولي لأمراض المناعة الذاتية المتواسطة بالخلايا التائية بشكل عام.
كانت مشاهدات توماس إم ريفرز ودي إتش سبرنت وجي بّي بيري في عام 1933 للمرضى خلال فترة النقاهة من الأمراض الفيروسية الدافع وراء دراسة المرض. ونشرت النتائج التي توصلوا إليها بعد نقل أنسجة ملتهبة من مريض إلى الرئيسيات في مجلة الطب التجريبي. باعتباره مرضًا حادًا وحيد الطور، اقترح أن التهاب الدماغ والنخاع الشوكي التحسسي التجريبي أقرب إلى التهاب الدماغ والنخاع الشوكي المنتشر الحاد من التصلب المتعدد.

## أنواع التهاب الدماغ والنخاع الشوكي التحسسي التجريبي
يمكن إحداث التهاب الدماغ والنخاع الشوكي التحسسي التجريبي في عدد من الأنواع الحيوانية، منها الفئران والجرذان وخنازير غينيا والأرانب والرئيسيات.
المستضدات الأكثر استخدامًا في القوارض هي مستضدات الحبل الشوكي المتجانسة (إس سي إتش)، أو الميالين المُنقى، أو بروتينات الميالين مثل إم بي بّي، بّي إل بّي، إم أو جي، أو الببتيدات المأخوذة من هذه البروتينات، وينتج عن كل من تلك المستضدات نماذج مميزة بخصائص مرضية مختلفة من الناحية المناعية والإمراضية. يمكن إحداث المرض أيضًا من خلال النقل المنفعل للخلايا التائية التي تتفاعل نوعيًا مع مستضدات الميالين هذه.
اعتمادًا على المستضد المستخدم والمكون الوراثي للحيوان، يمكن أن تتعرض القوارض لنوبة وحيدة الطور من التهاب الدماغ والنخاع الشوكي التحسسي التجريبي، أو شكل منتكس مُتقطع، أو شكل مزمن. تظهر الأعراض الأولى عند القوارض المعرضة للمستضد بعد نحو أسبوعين من التمنيع وتبدي الشكل المرضي المنتكس المتقطع. الأعراض السريرية الأولى النموذجية هي ضعف توتر الذيل الذي يتطور إلى شلل الذيل، يليه تطور الأعراض صعودًا في الجسم لتشمل الأطراف الخلفية وأخيرًا الأطراف الأمامية.
على غرار التصلب المتعدد، تعكس أعراض المرض الموقع التشريحي للآفات الالتهابية، وقد تشمل أيضًا التقلب العاطفي، وفقدان الحس، والتهاب العصب البصري، وصعوبات التنسيق والتوازن (الرنح)، وضعف العضلات والتشنجات. يمكن أن يكون التعافي من الأعراض كاملًا أو جزئيًا ويختلف الوقت باختلاف الأعراض وشدة المرض. واعتمادًا على الفواصل بين الانتكاسات، يمكن أن تتعرض الجرذان لثلاث نوبات من المرض خلال فترة تجريبية واحدة.

## عند الفئران
تُنتج إزالة الميالين من خلال حقن المستخلصات الدماغية، أو بروتينات الجهاز العصبي المركزي مثل (بروتين الميالين الأساسي)، أو الببتيدات المأخوذة من مثل هذا البروتين المستحلبة في مسانِد مستضدي مثل مسانِد فويند الكامل. يسمح وجود المساند بتوليد الاستجابة الالتهابية للبروتين/الببتيدات. في الكثير من البروتوكولات، تُحقن الفئران بذيفان السعال الديكي لكسر الحاجز الدموي الدماغي والسماح للخلايا المناعية بالوصول إلى أنسجة الجهاز العصبي المركزي. يؤدي هذا التمنيع إلى حدوث آفات صغيرة متعددة منتشرة مزيلة للميالين (إضافة إلى التنخر الدقيق) في الدماغ والنخاع الشوكي وظهور الأعراض السريرية.
على الرغم من التشابه في بعض الخصائص، وأهمها إزالة الميالين، يختلف هذا النموذج، الذي قدم لأول مرة في ثلاثينيات القرن العشرين، عن التصلب المتعدد البشري بأوجه شتى. فالالتهاب التجريبي يقتل الحيوان أو يترك إعاقات دائمة لديه؛ وتعاني الحيوانات المصابة بالتهاب الدماغ والنخاع التحسسي التجريبي أيضًا التهاب الأعصاب الحاد، ويختلف المسار الزمني للمرض تمامًا عن التصلب المتعدد، بسبب المستضد الرئيسي (إم بي بّي) المسؤول في الالتهاب التجريبي. تتضمن بعض الاختلافات الرئيسة بين التهاب الدماغ والنخاع الشوكي التحسسي التجريبي في الفئران والتصلب المتعدد عند البشر ما يلي:
- الخلايا البائية: تشير بعض الأبحاث إلى أن الخلايا البائية المضادة للمستقبل CD20 هي أساس هجمات المناعة الذاتية. وتبين أن هذا مختلف تمامًا بين الالتهاب التجريبي والتصلب المتعدد.[6]
- الأذية التأكسدية: تظهر إصابة المتقدرات (الميتوكوندريا) في الالتهاب التجريبي والتصلب المتعدد، ولكن الحذف المورثي في جينات المتقدرات لم يكشف إلا في آفات التصلب المتعدد حتى الآن.[7]
- سلوك الخلايا الدبقية الصغيرة: بخلاف النماذج التجريبية للأمراض الالتهابية المزيلة للميالين، فإن تكون الآفة في التصلب المتعدد يحدث على خلفية تنشيط الخلايا الدبقية الصغيرة المحرضة للالتهاب، المشاهدة في المادة البيضاء الطبيعية عند الأفراد في مجموعة المراقبة من نفس العمر، وهو ما قد يساهم في التنكس العصبي في هذا المرض.
- الأنماط المرضية: لا يمكن من خلال الالتهاب التجريبي إحداث النمطين المرضيين الثالث والرابع للتصلب المتعدد.